# 페티딘
페티딘(pethidine) 또는 메페리딘(meperidine), 또 그 브랜드명 Demerol 등은 페닐피페리딘계 합성 오피오이드 진통제이다. 1939년 독일의 화학자 오토 에이슬렙에 의해 잠재적인 항콜린 작용제로서 합성된 이 물질의 진통제적 속성은 독일 파르벤 이익공동체를 위해 일하던 오토 샤우만에 의해 처음 인지되었다.
페티딘은 중간 정도에서 심각한 정도의 통증을 치료하기 위해 사용되며 알약, 시럽, 근육 주사, 피하 주사, 정맥 주사 방식으로 염산염 형태로 투여된다. 20세기 대부분 들어 페티딘은 수많은 의사가 선택하는 오피오이드였다. 1975년, 의사들 가운데 60%는 급성 통증에 대해, 22%는 극심한 만성 고통에 대해 이 약을 처방했다.
모르핀과 비교해 페티딘은 더 안전한 것으로 간주되었고 중독 위험성이 더 낮으며 항콜린성 영향으로 인해 담석이나 신산통과 관련한 통증을 치료하는데 탁월한 것으로 간주되었다. 나중에 이것들은 모두 미신으로 확인되었는데, 즉 동일한 중독의 위험이 있고 다른 오피오이드에 비해 담석이나 신산통에 대한 이익이 없으며 특히 장시간 사용할 경우 다른 오피오이드보다 독성이 있는 신진대사 노르페티딘이 더 독성이 있다. 노르페티딘 신진대사물질은 세로토닌성 효과가 있는 것으로 확인되었으며 이에 따라 페티딘은 대부분의 오피오이드와 달리 세로토닌 증후군을 유발할 수 있다.

## 합성
페티딘은 2단계 합성으로 생성할 수 있다. 1단계는 피페리딘 링의 형성을 위해 나트륨아미드에 존재하는 시안화벤질과 클로메틴의 반응이다. 그 다음 니트릴이 에스터로 변환된다.

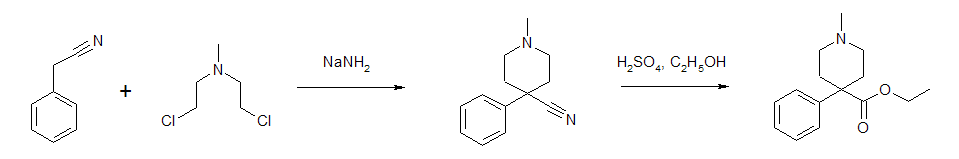
페티딘 합성